# Новодоронінське сільське поселення
Новодоро́нінське сільське поселення (рос. Новодоронинское сельское поселение) — сільське поселення у складі Каримського району Забайкальського краю Росії.
Адміністративний центр та єдиний населений пункт — село Новодоронінськ.

## Населення
Населення сільського поселення становить 439 осіб (2019; 451 у 2010, 489 у 2002).